# Sœurs de Notre-Dame du Mont-Carmel
Les sœurs de Notre-Dame du Mont-Carmel (en latin : Sororum Dominae Nostrae de Carmelo) est une congrégation religieuse féminine enseignante et hospitalière de droit pontifical.

## Historique

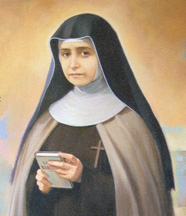
La bienheureuse Marie Thérèse de Jésus, fondatrice de la Congrégation des Sœurs de Notre-Dame du Carmel

En 1852, Marie Thérèse Scrilli (1825 - 1889) membre du Tiers-Ordre du Carmel, ouvre une école à Montevarchi. Bientôt, trois autres jeunes femmes la rejoignent.
Avec l'accord de Mgr François Bronzuoli, évêque de Fiesole, elle prend l'habit religieux du Carmel avec trois compagnes
le 15 octobre 1854, jour de la fête de sainte Thérèse d'Avila.
Le 27 mai 1855, l'association obtint l'approbation civile du grand-duché de Toscane mais elle est retirée en 1860. En 1875, la congrégation déménage à Florence sous la protection de Mgr Eugène Cecconi, archevêque de Florence. Le 15 octobre 1882, l'institut prend le nom de sœurs du Tiers-Ordre de sainte Thérèse. 
Les constitutions religieuses des sœurs sont approuvées ad experimentum par le cardinal Alfonso Maria Mistrangelo, et la congrégation est reconnue de droit diocésain le 29 janvier 1929. L'institut est agrégé à l'ordre du Carmel le 31 mars 1929, il reçoit le décret de louange le 27 février 1933 et ses constitutions sont définitivement approuvées par le Saint-Siège le 2 juillet 1933. 

## Activité et diffusion
Les sœurs de Notre-Dame du Mont-Carmel se consacrent principalement à l'enseignement et œuvrent également comme infirmières dans les hôpitaux. 
Elles sont présentes en:
- Europe : Italie, République tchèque, Pologne.
- Amérique : Brésil, Canada, États-Unis.
- Asie : Inde, Indonésie, Israël, Philippines.

La maison-mère est à Rome.
En 2017, la congrégation comptait 274 sœurs dans 42 maisons.